# Rosmalen Grass Court Championships 2019
Rosmalen Grass Court Championships 2019 (còn được biết đến với Libéma Open vì lý do tài trợ) là một giải quần vợt thi đấu trên mặt sân cỏ ngoài trời. Đây là lần thứ 30 giải đấu được tổ chức, và là một phần của ATP World Tour 250 của ATP World Tour 2019, và một phần của WTA International tournaments của WTA Tour 2019. Cả nội dung nam và nữ diễn ra tại Autotron park ở Rosmalen, Hà Lan, từ ngày 10 tháng 6 đến ngày 16 tháng 6 năm 2019.

## Nội dung đơn ATP

### Hạt giống
| Quốc gia | Tay vợt            | Xếp hạng1 | Hạt giống |
| -------- | ------------------ | --------- | --------- |
| GRE      | Stefanos Tsitsipas | 6         | 1         |
| CRO      | Borna Ćorić        | 15        | 2         |
| AUS      | Alex de Minaur     | 25        | 3         |
| ESP      | Fernando Verdasco  | 27        | 4         |
| BEL      | David Goffin       | 29        | 5         |
| Hoa Kỳ   | Frances Tiafoe     | 34        | 6         |
| CHI      | Cristian Garín     | 37        | 7         |
| FRA      | Richard Gasquet    | 39        | 8         |

- 1 Bảng xếp hạng vào ngày 27 tháng 5 năm 2019.

### Vận động viên khác
Đặc cách:
- Borna Ćorić[2]
- Thiemo de Bakker
- Jurij Rodionov

Vượt qua vòng loại:
- Salvatore Caruso
- Alejandro Davidovich Fokina
- Tommy Paul
- Jannik Sinner

Thua cuộc may mắn:
- Thomas Fabbiano

### Rút lui
Trước giải đấu
- Radu Albot → thay thế bởi  Ugo Humbert
- Jérémy Chardy → thay thế bởi  Thomas Fabbiano
- Grigor Dimitrov → thay thế bởi  Lorenzo Sonego
- Damir Džumhur → thay thế bởi  Nicolás Jarry
- Mackenzie McDonald → thay thế bởi  Aljaž Bedene

## Nội dung đôi ATP

### Hạt giống
| Quốc gia | Tay vợt       | Quốc gia | Tay vợt       | Xếp hạng1 | Hạt giống |
| -------- | ------------- | -------- | ------------- | --------- | --------- |
| POL      | Łukasz Kubot  | BRA      | Marcelo Melo  | 6         | 1         |
| RSA      | Raven Klaasen | NZL      | Michael Venus | 28        | 2         |
| GBR      | Jamie Murray  | GBR      | Neal Skupski  | 35        | 3         |
| Hoa Kỳ   | Rajeev Ram    | GBR      | Joe Salisbury | 47        | 4         |

- 1 Bảng xếp hạng vào ngày 27 tháng 5 năm 2019.

### Vận động viên khác
Đặc cách:
- Thiemo de Bakker /  David Pel
- Lleyton Hewitt /  Jordan Thompson

Thay thế:
- Andreas Seppi /  João Sousa

### Rút lui
Trước giải đấu
- Jérémy Chardy

## Nội dung đơn WTA

### Hạt giống
| Quốc gia | Tay vợt             | Xếp hạng1 | Hạt giống |
| -------- | ------------------- | --------- | --------- |
| NED      | Kiki Bertens        | 4         | 1         |
| BLR      | Aryna Sabalenka     | 11        | 2         |
| BEL      | Elise Mertens       | 20        | 3         |
| UKR      | Lesia Tsurenko      | 27        | 4         |
| CRO      | Petra Martić        | 31        | 5         |
| CHN      | Zheng Saisai        | 45        | 6         |
| SVK      | Viktória Kužmová    | 46        | 7         |
| USA      | Amanda Anisimova    | 51        | 8         |
| BEL      | Alison Van Uytvanck | 54        | 9         |

- 1 Bảng xếp hạng vào ngày 27 tháng 5 năm 2019.

### Vận động viên khác
Đặc cách:
- Destanee Aiava
- Arantxa Rus
- Bibiane Schoofs

Vượt qua vòng loại:
- Paula Badosa
- Ysaline Bonaventure
- Priscilla Hon
- Varvara Lepchenko
- Greet Minnen
- Elena Rybakina

Thua cuộc may mắn:
- Fiona Ferro
- Christina McHale
- Christina McHale

### Rút lui
Trước giải đấu
- Amanda Anisimova → thay thế bởi  Anna Kalinskaya
- Belinda Bencic → thay thế bởi  Kristýna Plíšková
- Danielle Collins → thay thế bởi  Karolína Muchová
- Petra Martić → thay thế bởi  Christina McHale
- Jeļena Ostapenko → thay thế bởi  Johanna Larsson
- Andrea Petkovic → thay thế bởi  Mona Barthel
- Zheng Saisai → thay thế bởi  Fiona Ferro

## Nội dung đôi WTA

### Hạt giống
| Quốc gia | Tay vợt           | Quốc gia | Tay vợt           | Xếp hạng1 | Hạt giống |
| -------- | ----------------- | -------- | ----------------- | --------- | --------- |
| USA      | Nicole Melichar   | CZE      | Květa Peschke     | 29        | 1         |
| NED      | Kiki Bertens      | NED      | Demi Schuurs      | 76        | 1         |
| USA      | Kaitlyn Christian | RUS      | Alexandra Panova  | 103       | 3         |
| JPN      | Shuko Aoyama      | SRB      | Aleksandra Krunić | 115       | 4         |

- 1 Bảng xếp hạng vào ngày 27 tháng 5 năm 2019.

### Vận động viên khác
Đặc cách:
- Lesley Kerkhove /  Bibiane Schoofs
- Michaëlla Krajicek /  Arantxa Rus

## Nhà vô địch

### Đơn nam
- Adrian Mannarino đánh bại  Jordan Thompson, 7–6(9–7), 6–3

### Đơn nữ
- Alison Riske đánh bại  Kiki Bertens, 0–6, 7–6(7–3), 7–5

### Đôi nam
- Dominic Inglot /  Austin Krajicek đánh bại  Marcus Daniell /  Wesley Koolhof, 6–4, 4–6, [10–4]

### Đôi nữ
- Shuko Aoyama /  Aleksandra Krunić đánh bại  Lesley Kerkhove /  Bibiane Schoofs, 7–5, 6–3